# Pucok Alue (Tanah Jambo Aye)
Pucok Alue is een bestuurslaag in het regentschap Aceh Utara van de provincie Atjeh, Indonesië. Pucok Alue telt 363 inwoners (volkstelling 2010).